# 名古屋市立万場小学校
名古屋市立万場小学校（なごやしりつ まんばしょうがっこう）は、名古屋市中川区万場四丁目にある公立小学校。

## 歴史
明治5年成立の高尚学校を前身としている。やがて万砂学校と名称を改め、万場学校、第18学区万場学校などの改称を経て、1941年（昭和16年）には長須賀国民学校仮教場となっている。独立を果たしたのは、海部郡富田町が名古屋市に編入された翌年である1956年（昭和31年）10月1日になってからのことであった。

### 児童数の変遷
『愛知県小中学校誌』（2018年）によると、児童数の変遷は以下の通りである。
| 1947年（昭和22年） | 147人 |  |
| 1957年（昭和32年） | 176人 |  |
| 1967年（昭和42年） | 451人 |  |
| 1977年（昭和52年） | 417人 |  |
| 1987年（昭和62年） | 285人 |  |
| 1997年（平成9年）  | 690人 |  |
| 2007年（平成19年） | 557人 |  |
| 2017年（平成29年） | 400人 |  |

## 通学区域
所管する名古屋市教育委員会は、2018年（平成30年）9月1日現在、中川区のうち、島井町・大地・万場一丁目・万場二丁目・万場三丁目・万場四丁目・万場五丁目・吉津一丁目の全域および長須賀一丁目・吉津二丁目・吉津三丁目の各一部を通学区域として指定している。また、中川区富田町大字万場字流作についても通学区域に含まれている。
また、卒業後の進学先は名古屋市立はとり中学校となっている。

## 交通アクセス
- 名古屋市営バス万場小橋停留所が最寄りのバス停である[WEB 1]。

### WEB
1. 1 2  名古屋市役所教育委員会事務局総務部企画経理課企画統計係 (2018年9月18日). “中川区の小・中学校一覧”.   名古屋市. 2018年11月14日閲覧。
2. ↑  名古屋市教育委員会事務局総務部教育環境計画室計画係 (2018年9月1日). “名古屋市立小・中学校の通学区域一覧（中川区）” (PDF).   名古屋市. 2018年11月15日閲覧。
3. ↑  名古屋市教育委員会事務局総務部教育環境計画室計画係 (2018年9月1日). “名古屋市立小・中学校の通学区域一覧（中川区富田町）” (PDF).   名古屋市. 2018年11月15日閲覧。
4. ↑  名古屋市教育委員会事務局総務部教育環境計画室計画係 (2018年4月1日). “名古屋市立中学校区一覧（小→中）” (PDF).   名古屋市. 2018年11月14日閲覧。

### 文献
1. 1 2 3  中川区制50周年記念誌編集委員会 1987, p. 430.
2. ↑  六三制教育七十周年記念 愛知県小中学校誌 合同記念誌編集特別委員会 2018, p. 229.